# Nishimura Hideki
Hideki Nishimura (sinh ngày 15 tháng 4 năm 1983) là một cầu thủ bóng đá người Nhật Bản.

## Sự nghiệp câu lạc bộ
Hideki Nishimura đã từng chơi cho Sanfrecce Hiroshima, Gainare Tottori và Banditonce Kakogawa.